# Norbert Ehring
Norbert Ehring en tysk amatörastronom.
Minor Planet Center listar honom som N. Ehring och som upptäckare av 5 asteroider.

## Asteroider upptäckta av Norbert Ehring
| 14632 Flensburg  | 11 november 1998 |
| 14965 Bonk       | 24 maj 1997      |
| 15918 Thereluzia | 27 oktober 1997  |
| 58679 Brenig     | 1 januari 1998   |
| 192686 Aljuroma  | 15 oktober 1999  |